# 加泰土丘
加泰土丘（土耳其語：[tʃaˈtaɫhœjyc]，音译作恰塔霍裕克、卡塔胡由克、恰塔尔·休于等）是安纳托利亚南部巨大的新石器时代和红铜时代的人类定居点遗址。该定居点存在于公元前7500年到公元前5700年，它是已知人类最古老的定居点之一，其遗址被完好地保留至今。2012年7月，被指定為UNESCO世界文化遺產。
加泰土丘坐落於科尼亞平原，東南部即為現代城市科尼亞，距離雙峰火山哈桑山140（87英里）。東部遺址高20（66英尺），西部遺址更小，再向東幾百米還有一個拜占庭帝國居民點。一條流經恰爾尚巴的河穿過兩座土丘中間。加泰土丘是用沖積土建造的，這些土壤可能對此處的早期農業有益。

## 發掘
1958年，詹姆斯·梅拉特首次對此遺址進行了發掘，後來在1961至1965年間又進行了四次發掘。發掘出的證據顯示安納托利亞在新石器時代曾出現過一個先進文明。後因多拉克事件中丟失數件重要青銅器而被土耳其政府吊銷發掘執照。
在此事件之後，直到1993年9月12日才開始第二輪發掘，此次領導者是梅拉特的學生伊恩·霍德。

不久包括科林·倫弗魯在內的其他考古隊也加入了發掘中。根據此次發掘，霍德創造出了後來備受爭議的後過程主義考古學。
在霍德的發掘過程中，英國第四台《Time Team》節目也參與其中并進行了報導。

## 文化

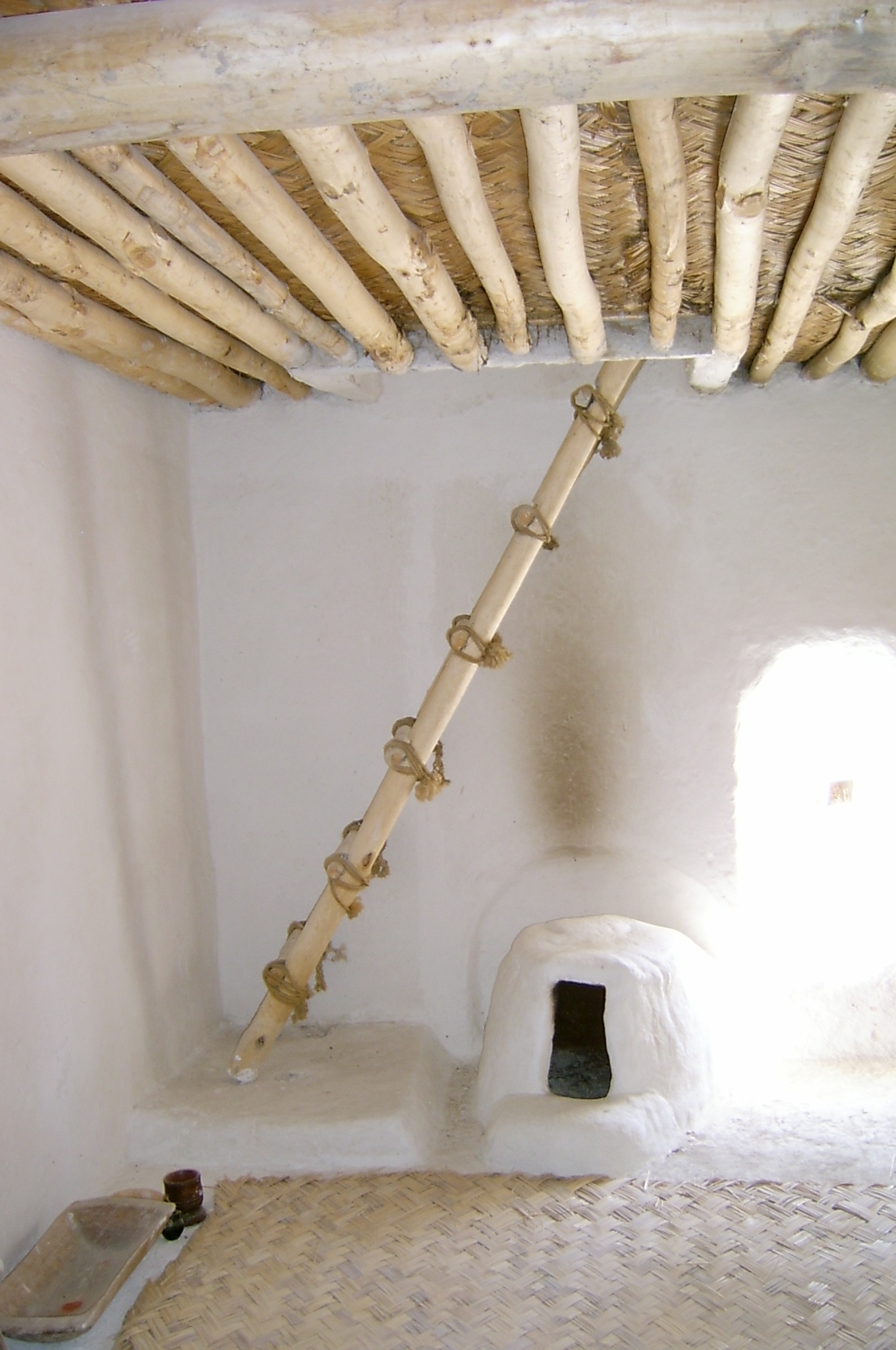
重現土丘內部

加泰土丘是由民居組成的，沒有明顯的公共建築。一些大型繪有壁畫的房間的作用至今仍不明確。
據估計東部土丘的人口曾達到一萬，但不同歷史時期有所變化。平均人口大約處於五千到八千之間，其房屋由膠土粘合而成，建築之間沒有修築街道，因此整個建築群就像是一個蜂窩狀迷宮。其建築的門開在頂部，需要梯子協助才能進入屋內，同時這也是其唯一的通風口。
屋子內部由石灰塗抹，通常在南牆建有爐灶，主屋有高於地面的平臺，可能會用作家庭活動。
居民死後就葬在聚落內，在灶台和地板下有發現人類遺骨。埋葬前遺體會被放入籃子或卷在草席中，因此骸骨多呈扭曲狀。根據一些遺骨脫節的情況顯示，這些屍體在下葬前曾暴漏於空氣中相當長一段時間，一些個別案例中遺骨的頭部沒有找到，可能被用在了祭祀儀式中。一些塗了灰泥并上了色的頭骨顯示出了其主人生前的樣貌。
在遺址內還發現了生動的壁畫和人偶，其中最著名的是加泰土丘女性坐像（Seated Woman of Çatalhöyük）。雖然並沒能在此地發現有神廟的遺跡，但是加泰土丘居民被認為確實有宗教信仰。其壁畫包括獅子、已滅絕的原牛、牡鹿、禿鷹以及男性陽物和居民狩獵場景。
在建築內部的牆壁上發現有動物頭部裝飾，野牛尤其常見。一幅描繪着哈桑山雙峰的繪畫被當作是世界上最古老的地圖及最早的風景畫。然而也有反對的聲音稱這幅畫與其說是地圖，不如說是幾何圖形。
加泰土丘的居民中沒有常見的社會階層，因為這裡沒有專門為統治者或祭司修建的屋宇。在這裡男女性可能是平等的，類似于一些舊石器時代文化。
在遺址上層，可以明確看出加泰土丘居民已發展出了農業技術，并懂得馴養牛羊。在一些貯存小麥和大麥的箱子中發現了女性雕塑。其他食物包括豌豆、杏仁和阿月渾子。與此同時狩獵仍然是食物的重要來源之一。在遺址中還發現了陶器、黑曜石工具、地中海的動物外骨骼以及來自敘利亞的燧石。

考古發現
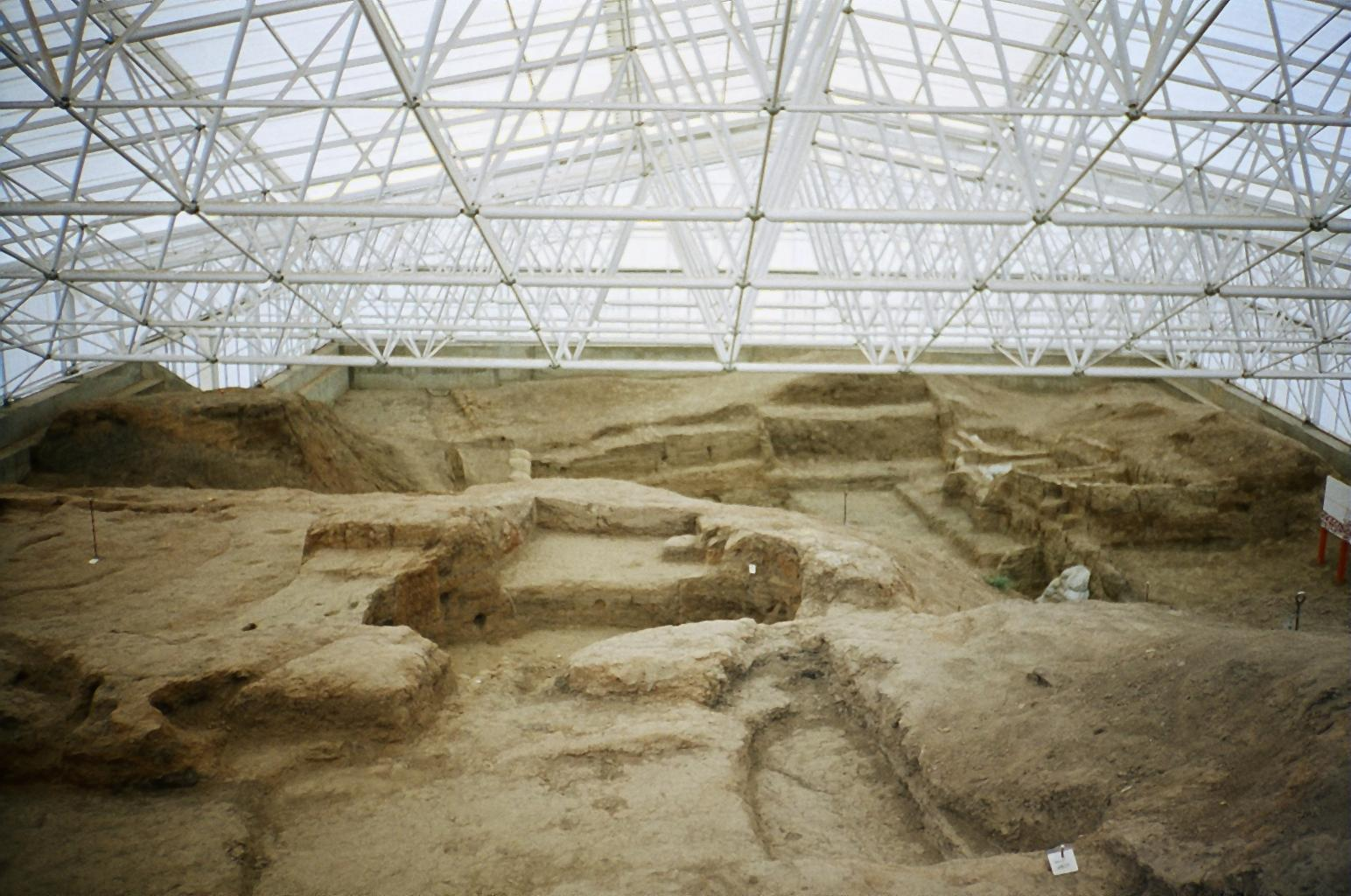
加泰土丘南部發掘點
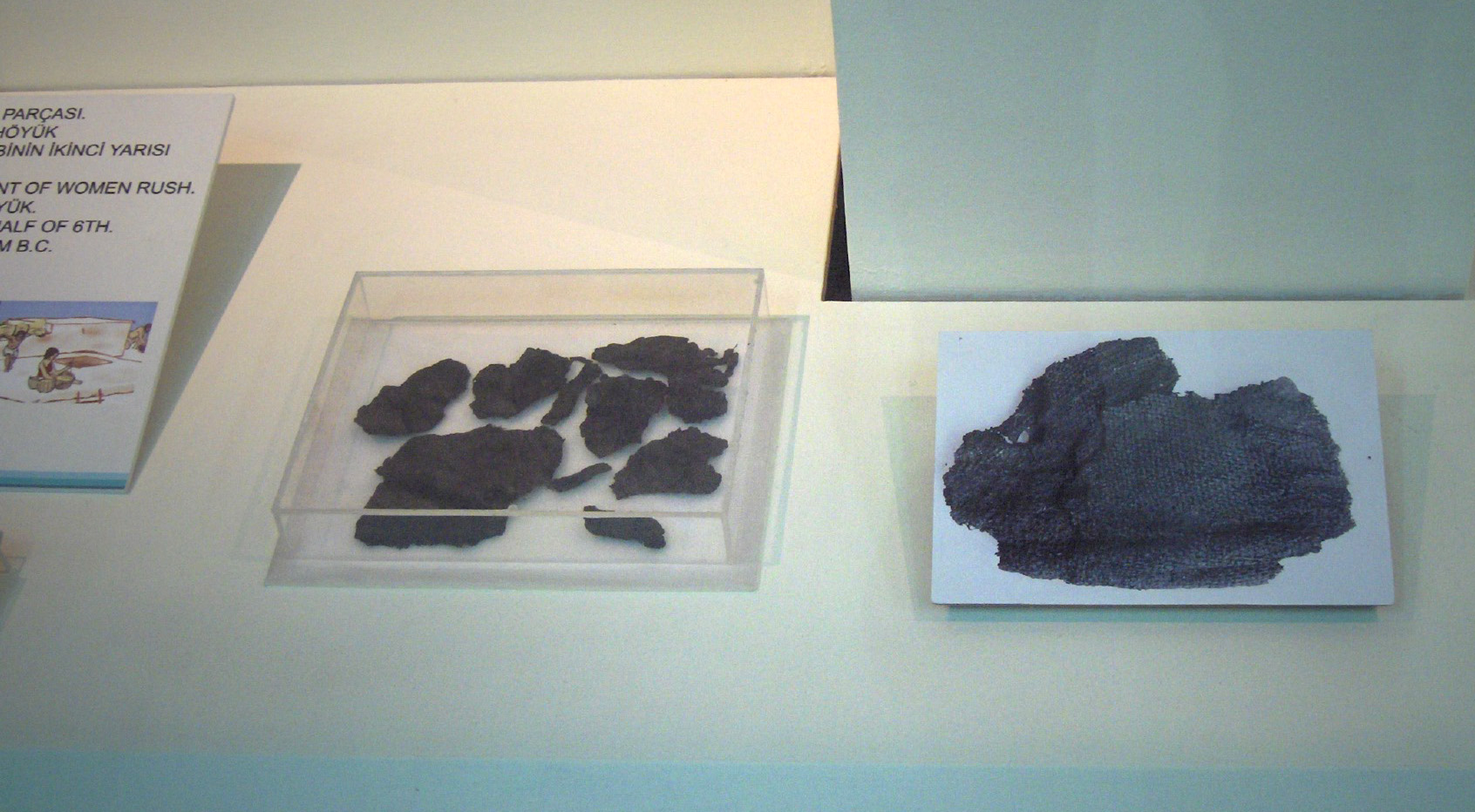
最早的紡織物碎片
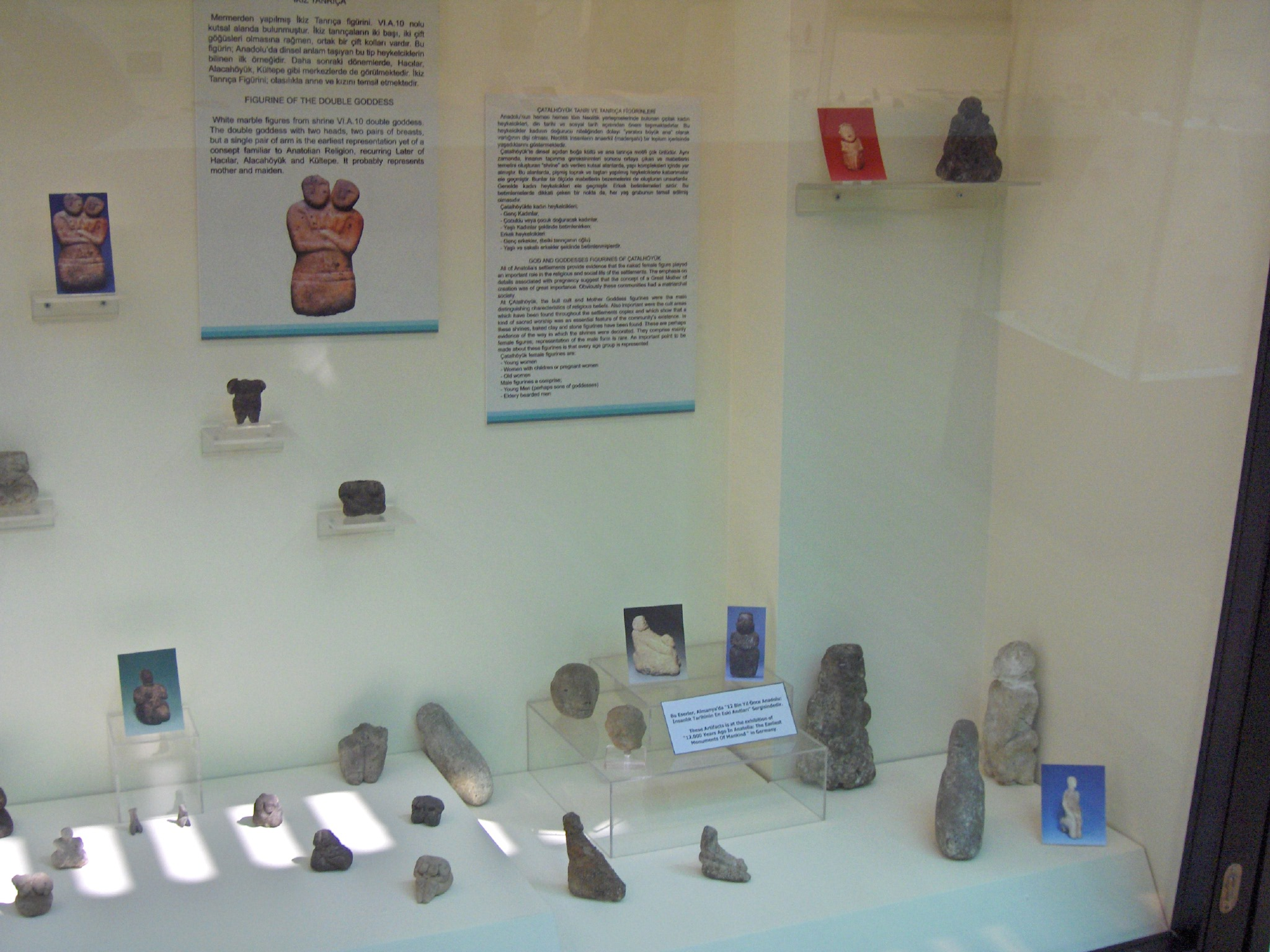
雕像
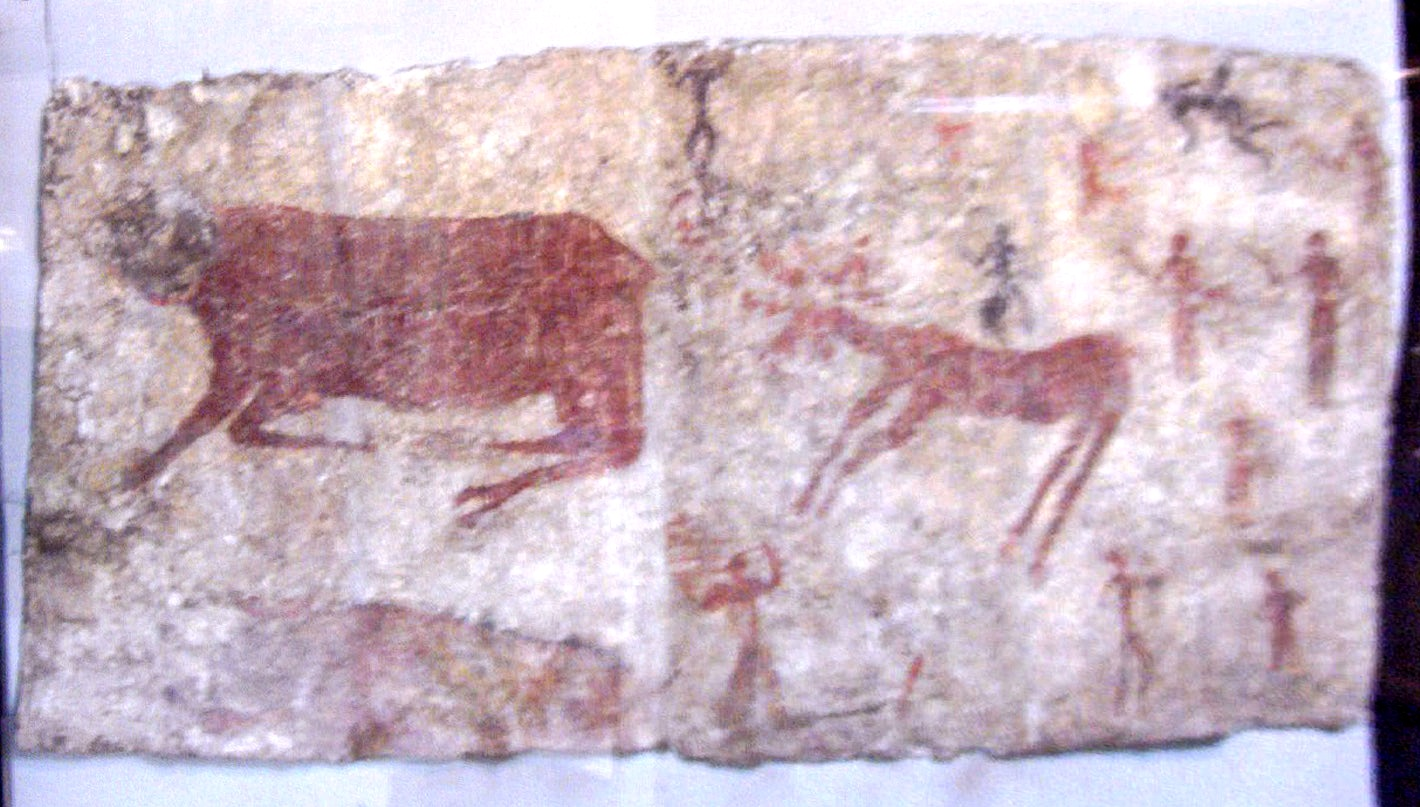
歐洲野牛、鹿和人的壁畫
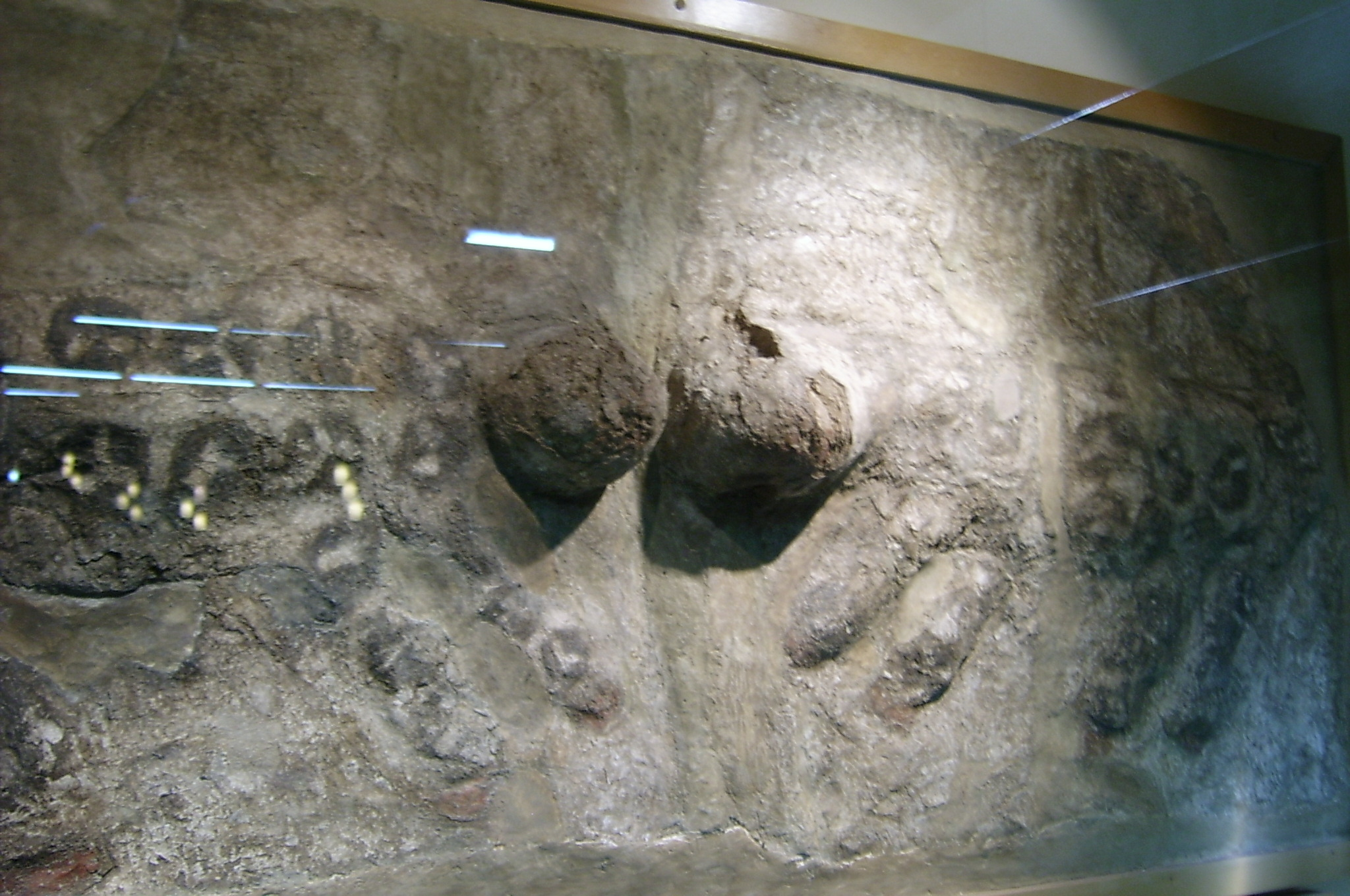
兩隻雌獅對面的浮雕
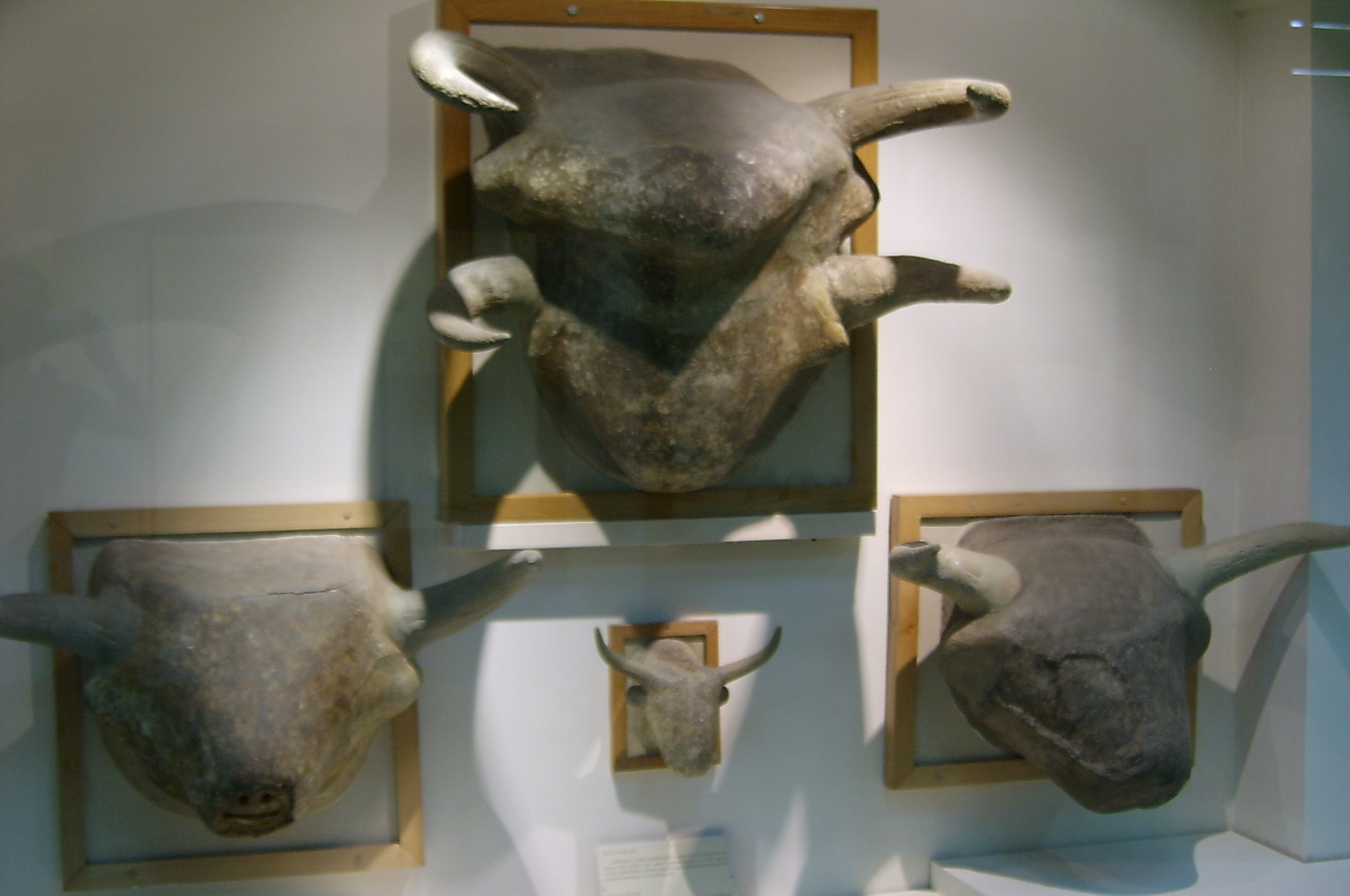
歐洲野牛頭

## 爭議

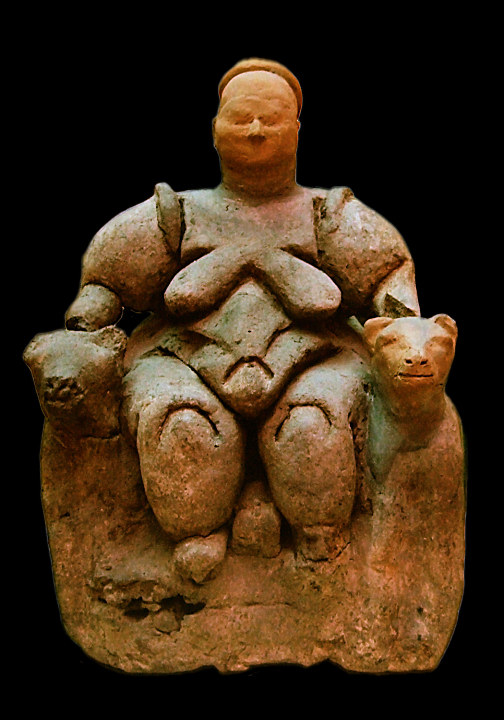
在加泰土丘出土的加泰土丘女性坐像。座位的扶手是狮子的雕塑。

早期發掘中發現了用許多包括大理石、方解石、雪花石膏和粘土等各種材料刻成的女性雕塑，這些雕塑曾被認為代表著一個女性神祇。其中最著名的“加泰土丘女性坐像”發現於一個糧食容器中，描繪了一位坐在獅子扶手椅上的女性形象，被認為是象徵豐收和保護食物的神。
但是后来伊恩·霍德發掘出了一座完整的獨立建築，因為遺址並沒能指出這裡到底是父系氏族還是母系氏族，他开始怀疑这些雕塑是女神像的说法。
在一篇登在《土耳其每日新聞》上的文章中，霍德否認加泰土丘是母系氏族，並說：“在觀察他們的飲食習慣和社會地位時，我們可以看到男女地位是平等的。這是一種力量的平等。另一個例子是顱骨。如果一個人在加泰土丘文明中身份重要，他的頭與身軀在死後會被分開。而現發現的男女顱骨數是相等的”。
在2009年9月一份關於加泰土丘超過2,000個雕塑的報告中霍德說：
|  | 加泰土丘1960年代的發掘很有秩序，但是並沒有採用我們现在使用的各種科學手段。詹姆斯·梅拉特爵士在1960年代發掘中提出了關於該地居民如何組織并生活的觀點，而我們的看法自1990年代中期開始已經變得非常不同了。一個顯著的例子是被認為是母神的加泰土丘女性坐像。我們現在發現很少有證據能證實她是母神以及此文化是母系氏族。這只是現代科學工作上未能解決的無數謎團之一。 |

愛沙尼亞民族學家Uku Masing早在1976年就曾說過加泰土丘的女性雕塑可能並不代表女性神祇。
2018年3月，詹姆斯·梅拉特被揭發偽造了部分加泰土丘的壁畫。

### 腳註
1. ↑  楊淑玲. . 史前館電子報. 國立臺灣史前文化博物館. 2010  [2012-06-04]. （原始内容存档于2016-03-05）.
2. ↑  . www.trt.net.tr.   [2025-02-28]. （原始内容存档于2024-06-21） （中文（中国大陆））.
3. ↑  翟少冬. . 中国考古. 中国社会科学院考古研究所. 2012  [2022-09-15]. （原始内容存档于2022-09-15）.
4. ↑  张海鹏; 徐蓝; 晏绍祥; 张顺洪 (编). . 北京: 人民教育出版社. 2019: 2  [2025-02-28].
5. ↑  达武特奥卢, 艾哈迈德. . TurkishPavilion2010. TurkishPavilion2010.com. 2012.[永久]
6. ↑  Çatalhöyük added to UNESCO World Heritage List （页面存档备份，存于） Global Heritage Fund blog article
7. ↑  J. Mellaart, Excavations at Çatal Hüyük, first preliminary report: 1961. Anatolian Studies, vol. 12, pp. 41-65, 1962
8. ↑  J. Mellaart, Excavations at Çatal Hüyük, second preliminary report: 1962. Anatolian Studies, vol. 13, pp. 43-103, 1963
9. ↑  J. Mellaart, Excavations at Çatal Hüyük, third preliminary report: 1963. Anatolian Studies, vol. 14, pp. 39-119, 1964
10. ↑  J. Mellaart, Excavations at Çatal Hüyük, fourth preliminary report: 1965. Anatolian Studies, vol. 16, pp. 15-191, 1966
11. 1 2 3 4 5  Kleiner, Fred S.; Mamiya, Christin J.  Twelfth. Belmont, California: Wadsworth Publishing. 2006: 12–4. ISBN 0-495-00479-0.
12. ↑  Kenneth Pearson and Patricia Connor, The Dorak affair, New York, Atheneum, 1968
13. ↑  I. Hodder, Çatalhöyük, Anatolian Archaeology, vol. 4, pp. 8-10, 1998
14. ↑  I. Hodder, Getting to the Bottom of Thing: Çatalhöyük 1999, Anatolian Archaeology, vol. 5, pp. 4-7, 1999
15. ↑  I. Hodder, Çatalhöyük, Anatolian Archaeology, vol. 8, pp. 5-7, 2002
16. ↑  I. Hodder, A New Phase of Excavation at Çatalhöyük, Anatolian Archaeology, vol. 9, pp. 9-11, 2003
17. ↑  A bird’s eye view - of a leopard’s spots. The Çatalhöyük ‘map’ and the development of cartographic representation in prehistory. （页面存档备份，存于） Anatolian Studies 56, 2006, pp. 1-16. Published by The British Institute of Archaeology at Ankara
18. ↑  Leften Stavros Stavrianos. . New Jersey, USA: Prentice Hall. 1991. ISBN 0-13-357005-3. Pages 9-13 （页面存档备份，存于）
19. ↑  R Dale Gutrie. . Chicago: University of Chicago Press. 2005. ISBN 0-226-31126-0. Page 420-422 （页面存档备份，存于）
20. ↑  Museum of Antiquites web site （页面存档备份，存于）（accessed February 13, 2008）.
21. ↑  Mellaart, James. . McGraw-Hill. 1967: 181.
22. ↑  Mellaart (1967), 180.
23. ↑  Balter, Michael. . New York: Free Press. 2005: 127. ISBN 0-7432-4360-9.
24. ↑  Hodder, Ian. . Çatalhöyük 2005 Archive Report. Catalhoyuk Research Project, Institute of Archaeology. 2005  [2013-05-18]. （原始内容存档于2009-09-26）.
25. ↑  Hodder, Ian. . 2008-01-17  [2008-08-07]. （原始内容存档于2008-05-23）.
26. ↑  O'Brien, Jeremy "New techniques undermine 'mother goddess' role in the community" Irish Times September 20, 2009  （页面存档备份，存于）
27. ↑  Masing, Uku. . Tartu, Estonia: Ilmamaa. 2011: 209–227. ISBN 978-9985-77-351-2.
28. ↑  . Luwian Studies. 2018-03-12  [2018-03-12]. （原始内容存档于2018-03-02）.
29. ↑  Owen Jarus. . Live Science. 2018-03-12  [2018-03-12]. （原始内容存档于2018-03-13）.

### 文獻
- Ian Hodder. . Natural History Magazine.   [2006-08-19]. （原始内容存档于2006-11-15）.

## 延伸閱讀
- Bailey, Douglass. Prehistoric Figurines: Representation and Corporeality in the Neolithic. New York: Routledge, 2005（hardcover, ISBN 0-415-33151-X; paperback, ISBN 0-415-33152-8）。
- Balter, Michael. The Goddess and the Bull: Çatalhöyük: An Archaeological Journey to the Dawn of Civilization. New York: Free Press, 2004（hardcover, ISBN 0-7432-4360-9）; Walnut Creek, CA: Left Coast Press, 2006（paperback, ISBN 1-59874-069-5）. A highly condensed version was published in The Smithsonian Magazine（页面存档备份，存于）, May 2005.
- Dural, Sadrettin. "Protecting Catalhoyuk: Memoir of an Archaeological Site Guard." Contributions by Ian Hodder.  Translated by Duygu Camurcuoglu Cleere.  Walnut Creek, CA: Left Coast Press, 2007. ISBN 978-1-59874-050-9.
- Hodder, Ian. "Women and Men at Çatalhöyük," Scientific American Magazine（页面存档备份，存于）, January 2004（update V15:1, 2005）。
- Hodder, Ian. The Leopard's Tale: Revealing the Mysteries of Çatalhöyük. London; New York: Thames & Hudson, 2006（hardcover, ISBN 0-500-05141-0）。（The UK title of this work is Çatalhöyük: The Leopard's Tale.）
- Mallett, Marla,  "The Goddess from Anatolia:  An Updated View of the Catak Huyuk Controversy," in Oriental Rug Review, Vol. XIII, No. 2（December 1992/January 1993）。
- Mellaart, James. Çatal Hüyük: A Neolithic Town in Anatolia. London: Thames & Hudson, 1967; New York: McGraw-Hill Book Company, 1967.
- On the Surface: Çatalhöyük 1993–95, edited by Ian Hodder. Cambridge: McDonald Institute for Archaeological Research and British Institute of Archaeology at Ankara, 1996 (ISBN 0-9519420-3-4).
- Todd, Ian A. Çatal Hüyük in Perspective. Menlo Park, CA: Cummings Pub. Co., 1976（ISBN 0-8465-1958-5; ISBN 0-8465-1957-7）。

## 外部連結
- Çatalhöyük—Excavations of a Neolithic Anatolian Höyük（页面存档备份，存于），加泰土丘發掘的官方網站
- Çatalhöyük, Archaeowiki.org
- Explore Çatalhöyük on Global Heritage Network
- Çatalhöyük map
- Çatalhöyük photos（页面存档备份，存于）
- The First Cities: Why Settle Down? The Mystery of Communities（页面存档备份，存于）, by Michael Balter, Çatalhöyük excavation official biographer
- Remixing Çatalhöyük